# Giovanni di Kronštadt
Giovanni di Kronštadt (in russo Иоанн Кронштадтский?), nato Ivan Ilijč Sergiev (in russo Иван Ильич Сергиев?) (Oblast' di Arcangelo, 19 ottobre 1829 – Kronštadt, 20 dicembre 1908) è stato un religioso russo, venerato come santo dalla Chiesa ortodossa russa.
Le informazioni sulla sua vita sono giunte fino a noi, oltre per le numerose agiografie dedicategli, anche poiché lo stesso fu autore della propria autobiografia.

## Biografia

### Infanzia
Giovanni nacque il 19 ottobre 1829 nel villaggio di Sura nell'Oblast' di Arcangelo da genitori molto poveri ma oltremodo devoti alla fede ortodossa. Anche se cresciuto in povertà le sue agiografie ci riferiscono che fin da piccolo iniziò a provare quella compassione verso i più deboli che contraddistinse poi l'intera sua esistenza. I suoi vicini gli chiedevano infatti spesso di pregare per loro, riconoscendo al bambino delle profonde doti religiose.
Compiuti i dieci anni Giovanni, pur nelle ristrettezze economiche in cui versava la propria famiglia, fu iscritto alla scuola locale. Nonostante l'impegno profuso nello studio inizialmente il giovane ebbe molte difficoltà ad integrarsi nella nuova realtà, non riuscendo a giungere ad alcun risultato negli studi.
Scrivendo della sua vita Giovanni così ricorda una sera in cui tutta la sua famiglia era già andata a letto: "Non riuscivo a dormire poiché mi arrovellavo inutilmente di capire quello che mi era stato insegnato. Ero davanti a un libro e dopo poco non mi ricordavo quello che avevo appena letto. Iniziai a deprimermi, mi inginocchiai e iniziai a pregare. Non so se fossi rimasto in tale condizione per un tempo più o meno breve ma improvvisamente qualcosa sconvolse l'intero mio essere. Fu come se un velo fosse caduto dai miei occhi e la mia mente si fosse improvvisamente aperta. Mi ricordai allora chiaramente il mio maestro e la sua lezione, ricordando anche gli assunti e gli esempi che ci aveva esposto. Mi sentì allora illuminato e gioioso".
Dopo l'esperienza mistica da lui stesso raccontata diventò uno dei primi nella sua classe, tanto che fu scelto per entrare in seminario.

### Giovinezza
Eccellendo anche lì nel suo corso di studi, a Giovanni fu successivamente proposto di entrare nell'Accademia Teologica di San Pietroburgo, ove potevano accedere solo i migliori tra gli studenti dei seminari russi.
Fu durante questo periodo che prese la decisione, in seguito tuttavia mai realizzata, di diventare missionario in Cina. Da poco diplomato all'Accademia decise tuttavia di rimanere in Russia e si sposò con Elizabeth Nesvitsky che viveva nel paese di Kronštadt.
Desiderando continuare gli studi religiosi, Giovanni fu ordinato diacono il 10 dicembre 1855 e prete solo due giorni dopo. Prese nome di Giovanni in onore di San Giovanni di Rila. Gli fu allora assegnata la cattedrale di Sant'Andrea a Kronštadt.
Il territorio della parrocchia affidatagli era luogo di esilio per assassini, ladri e criminali politici inviati in quei luoghi lontani dai tribunali zaristi. In un simile retroterra era presente il rischio che anche i figli dei deportati, accompagnati solitamente dalla famiglia, diventassero dei criminali e per evitare questo Giovanni era solito visitare quasi giornalmente le loro case benedicendole, pensando di non andare a visitare dei reietti ma, come si espresse nella sua autobiografia, le anime dei suoi fratelli e sorelle.
Dall'inizio della sua missione evangelica non lesinò alcun aiuto ai poveri presenti nella sua parrocchia, comprando personalmente per loro cibo e medicine quando questi erano impossibilitati a muoversi e donando loro ogni moneta che aveva. Le sue agiografie raccontano che gli abitanti di Kronštadt lo avrebbero visto a volte tornare alla sua abitazione a piedi nudi e senza il suo cappotto, tanto che i calzolai, impressionati dagli atti di carità del santo, erano soliti regalare scarpe alla moglie di Giovanni.
Scrisse inoltre un gran numero di articoli sui giornali locali esortando la gente di Kronštadt a "supportare i poveri moralmente e spiritualmente“ istituendo inoltre una fondazione con il compito di gestire e dividere tra i bisognosi le donazioni avute per i poveri.

### Maturità e vecchiaia
Dal 1857 aveva iniziato a insegnare nella scuola locale, continuando a svolgere questo ruolo fino alla sua morte. Era solito dire alle persone che incontrava: "Se i bambini non hanno voglia di ascoltare il Vangelo è solo perché questo viene insegnato come se fosse una normale materia di studio. Tale metodo è inefficace perché ha l'unico effetto di forzare gli studenti solo a leggere parole e memorizzarle invece di farle diventare parte integrante delle loro vite". Per Giovanni non potevano esistere studenti incapaci e le sue agiografie sostengono che coloro che prendevano i voti più bassi erano da lui tenuti nella stessa considerazione dei primi della classe.
Le stesse fonti ci informano che nella sua vecchiaia la gente del luogo lo credeva capace di miracoli, quali ridare la salute agli ammalati, speranza ai disperati e fede ai più incalliti criminali, solamente tramite l'ausilio della preghiera.
Morì il 20 dicembre 1908 e da allora persone di ogni luogo si recano in pellegrinaggio al monastero dove è stato sepolto. Fu canonizzato dalla Chiesa Ortodossa fuori dalla Russia nel 1964 mentre dalla Chiesa ortodossa russa l'8 giugno 1990.